# 聖ヴァンサン・ド・ポール・カトリック教会 (ニューポートニューズ)
聖ヴァンサン・ド・ポール・カトリック教会（せいヴァンサン・ド・ポール・カトリックきょうかい、英語：St. Vincent de Paul Catholic Church）はアメリカ合衆国のバージニア州ニューポートニューズの歴史的カトリック教会の複合体である。1916年もしくは1917年に建てられ、1+1⁄2階部分が煉瓦造りになっている新古典主義建築様式の縦設計教会である。バージニア州リッチモンド出身の建築家であるカール・ルーアモンドにより設計された。正面ファサードは4本の縦溝彫りがあるコリント式円柱があるペディメント（切妻壁）のあるポルチコの特徴をしている。教会に関連するものは寄宿舎（1917年）、車庫（1917年）、祈りの庭などがある。小教区はオールド・ポイント・コンフォートにあるサンタ・マリア海の星教会の布教活動のために1881年に設立された。1944年に設立されたアフリカ系アメリカ小教区のセント・アルフォンサス教会は、1970年に聖ヴァンサン・ド・ポール教会に統合された。人権的な統合とすべくダウンタウン・ニューポートニューズに建てられた最初の歴史的教会となったのだ。
2005年、アメリカ合衆国国家歴史登録財に登録された。

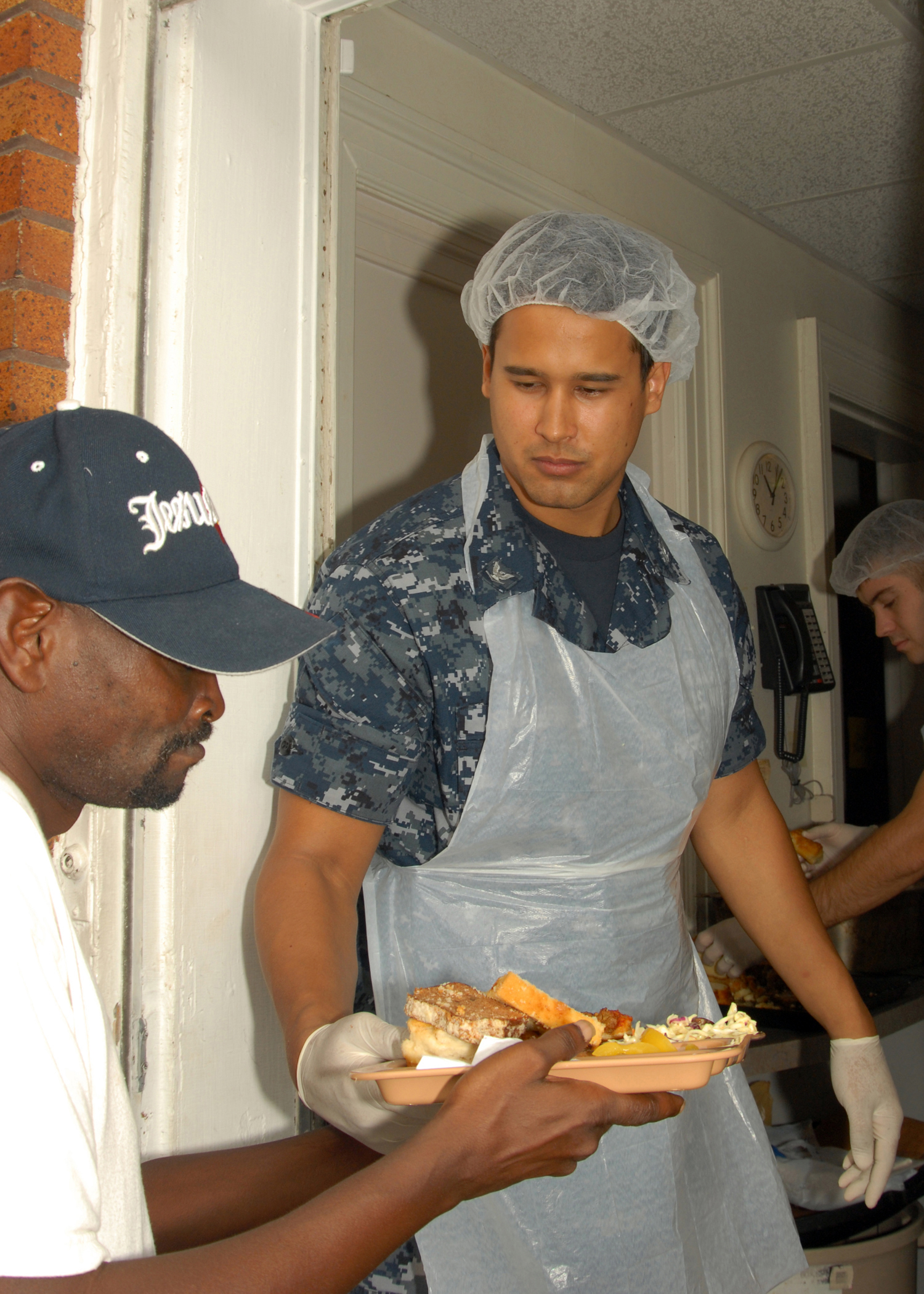
聖ヴァンサン・ド・ポール教会でのお昼の食事